# Kondostrov
Kondostrov (in russo Кондостров?) è un'isola del mar Bianco situata al centro della baia dell'Onega. Amministrativamente fa parte del Belomorskij rajon della Repubblica di Carelia, nel Circondario federale nordoccidentale, in Russia.

## Geografia
L'isola, che ha una forma molto irregolare, ha un'area di 11 km² ed è coperta di boschi di conifere: pini e larici. Intorno a Kondostrov si trovano molte isole di piccole dimensioni. A sud si trova l'isola Chedostrov (Хедостров), a nord-ovest Mjagostrov (Мягостров), più distante, a sud-est alla foce dell'Onega, l'isola Kij.

## Storia

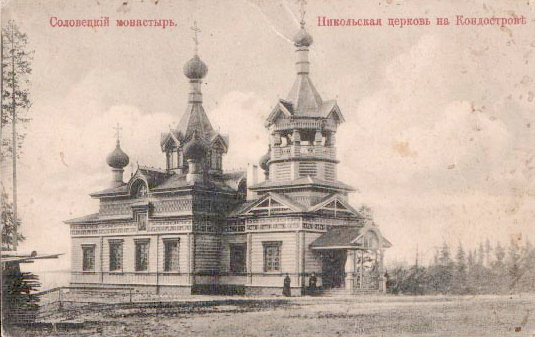
La chiesa di Kondostrov in un'antica cartolina

La costruzione di edifici monastici sull'isola, compresa la chiesa dedicata a San Nicola (in russo Святитель Николай Чудотворец), iniziò nel 1899. Nel 1908 la chiesa fu completata e consacrata. Nel 1920 il monastero fu chiuso e divenne un ramo del campo SLON (il gulag delle isole Soloveckie). Il monastero in seguito è andato distrutto e l'isola è attualmente disabitata.